# Circada
El Festival Circada, también conocido como CIRCADA o Festival de Circo de Sevilla, es un festival de circo contemporáneo español que se celebra anualmente en Sevilla, durante el mes de junio, desde 2008. Es el más extenso en programación y duración de España.

## Trayectoria
Circada se creó en Sevilla en 2008 y se celebra anualmente en el mes de junio. Lo produce la empresa de gestión cultural Noletia y cuenta con el apoyo del Instituto Nacional de las Artes Escénicas y de la Música (INAEM), el Instituto de la Cultura y las Artes de Sevilla (ICAS) del Ayuntamiento de Sevilla, la Consejería de Turismo, Cultura y Deporte de la Junta de Andalucía y la Universidad Internacional de Andalucía. La dirección está a cargo del gestor cultural, Gonzalo Andino.
Durante la programación oficial, diversas compañías de circo contemporáneo locales, nacionales e internacionales presentan sus espectáculos en diferentes puntos de la ciudad, en su mayoría al aire libre, en lugares como las Setas de Sevilla o la Alameda de Hércules, o en espacios escénicos cubiertos, como el Teatro Lope de Vega, el Teatro Alameda o el Teatro Central.
A partir de 2013, se incluyó la sección OFF, cuya evolución pasó a llamarse sección Panorama Circada en 2019. Este es un certamen cuyo propósito es impulsar espectáculos circenses que estén en su fase inicial de producción y que tengan poca o limitada difusión, para que sean conocidos por los circuitos de programación de ferias y festivales especializados. Se entregan dos tipos de premios: el del Jurado, que implica contrataciones para presentar sus espectáculos; y el Panorama Circada, para dos ganadores que reciben una dotación económica y el compromiso de participar en la sección oficial del festival el año siguiente. El jurado está compuesto por más de 50 profesionales y representantes de los festivales, programaciones y espacios de circo más relevantes de España. Los espectáculos se exhiben en espacios públicos y son gratuitos.
Desde 2023, cuenta con 36 compañías participantes y más de 60 funciones que se presentan a lo largo de 4 semanas, siendo, por ello, el más extenso de los festivales de circo de España.
Cada año y desde 2018, Circada abre una convocatoria para coproducir entre tres y seis espectáculos para presentarlos en la siguiente edición del festival, a los cuáles se les apoya económicamente y le sirve de escaparate artístico a las piezas seleccionadas. Pueden presentarse a título personal o colectivo, números sueltos, piezas cortas o espectáculos que estén en fase de producción o preproducción en el momento de publicación de la convocatoria. Solo pueden presentarse artistas de Estados miembros de la Unión Europea. A partir de 2022, cuentan también, con el proyecto de coproducción internacional Circo de Sur a Sur, que forma parte del convenio de cooperación entre el Ayuntamiento de Sevilla y el de Toulouse, impulsado Noletia y el espacio de creación circense francés La Grainerie, en el que se seleccionan a artistas de circo españoles y franceses para crear un espectáculo que se estrena en Sevilla y en Toulouse.
Además, incluye el Programa de Extensiones de Circada, que presenta un determinado número de funciones de ciertos espectáculos en un circuito que abarca varios municipios de la provincia de Sevilla. Con esta extensión geográfica de su programación, Circada busca promover la descentralización de la cultura. Algunos de los municipios que se han beneficiado de las extensiones de Circada son Utrera, Mairena del Aljarafe, Mairena del Alcor, El Viso del Alcor, Lora del Río, La Rinconada, Lebrija, entre otros.
También lleva a cabo el programa Circapolis, un proyecto de circo social centrado en talleres para grupos en riesgo de exclusión social, con espectáculos y proyectos pedagógicos con la participación de artistas de circo jóvenes y veteranos. En 2024, junto con la ONG Solidarios realizaron un espectáculo en el Centro Penitenciario de Sevilla I.

## Edición de 2020
Debido a la pandemia de coronavirus, la edición de 2020 del festival, prevista originalmente para el periodo entre el 29 de mayo y el 14 de junio, se aplazó y tuvo lugar finalmente del 20 de octubre al 2 de noviembre del mismo año. En esta edición, se apostó por acentuar el perfil cómico de los espectáculos, como respuesta a las circunstancias consecuentes de la pandemia.
Aunque se mantuvo la propuesta presencial, se pusieron en marcha medidas de control de aforo y se redujeron los espacios en los que se ofrecían espectáculos, limitando al Teatro Lope de Vega, los dos únicos espectáculos de interior, y reduciendo a tres, los espacios de actuación al aire libre en las Setas, los Jardines del Valle y el patio de la Escuela Superior de Arte Dramático de Sevilla. En el caso de los espectáculos de exteriores y de manera excepcional, se restringió la habitual asistencia libre mediante la venta previa de entradas.